# Двадесети век (филм)
„Двадесети век“ (итал. Novecento) је историјски италијански филм из 1976. који је режирао Бернардо Бертолучи са Робертом де Ниром, Жераром Депардјеом, Доминик Сандом, Доналдом Садерландом, Бертом Ланкастером и Алдом Вали у главним улогама. Филм је премијерно приказан на Канском фестивалу 1976.
Смештена у италијанској регији Емилија, радња прати одрастање двојице младића из различитих друштвених класа током политичких обрта у италијанској историји прве половине двадесетог века. Филм документује буђење политичке свести сељака и стални сукоб комунизма и фашизма у Италији тог времена. Као и у другим Бертолучијевим филмовима и у „Двадесетом веку“ политичка делатност је представљена у снажној вези са сексуалношћу.
Као један од најдужих филмова икада снимљених, у трајању од 317 минута (5 сати и 17 минута), у многим земљама је приказиван у два дела. Амерички дистрибутер Парамаунт, одбио је да прикаже филм у оригиналној дужини, инсистирајући да се филм скрати на три сата. Одлука око трајања завршила је на суду, да би се челници студија нагодили са Бертолучијем о верзији за америчко тржиште у трајању од 4 сата и 10 минута. Бертолучи је за комерцијални неуспех филма кривио ово присиљено скраћивање. Иако критички и комерцијално неуспешан у години приказивања, „Двадесети век“ је временом стекао статус класика и значајног ауторског филма светске кинематографије. 

## Улоге
| Глумац           | Улога              |
| ---------------- | ------------------ |
| Роберт де Ниро   | Алфредо Берлингери |
| Жерар Депардје   | Олно Далчо         |
| Доминик Санда    | Ада Кјостри Полан  |
| Доналд Садерланд | Атила Меланчини    |
| Берт Ланкастер   | Алфредов деда      |
| Алида Вали       | Сињора Пјопи       |